# Матейкове (станція)
Мате́йкове (до 1900 року — Северинівка) — проміжна залізнична станція Жмеринської дирекції Південно-Західної залізниці на лінії Жмеринка — Могилів-Подільський між станцією Жмеринка-Подільська (відстань 9 км) та зупинним пунктом Степанки (відстань 10 км). Розташована у селищі Матейкове Жмеринського району Вінницької області.

## Історія
Наприкінці XIX століття було розпочато будівництво ділянки залізниці Жмеринка — Могилів-Подільський. Станцію відкрито 30 серпня (11 вересня) 1892 року в складі новозбудованої ділянки, на околиці села Северинівка, яка отримала однойменну назву, саме в цей день, 30 серпня, пройшов перший поїзд.
У 1892 році на станції був відкритий типовий вокзал 4-го класу, однак попри те, що всі типові вокзали розроблялися професійними архітекторами — даний вокзал виконаний провінційним архітектором. Це досить просте прямокутне будівля, виконане з елементами мавританської архітектури. Цьому типу вокзалів притаманний характерний кілевідний фронтон над центральним входом.
У 1900 році станцію перейменовано і понині має сучасну назву — Матейкове. Існує дві версії походження сучасної назви: при будівництві залізниці царська влада звернулася до Януарія Соколовського, поміщика, власника земель в селі з проханням, щоб він виділив невелику ділянку своїх маєтків під будівництво залізниці і станції. Він погодився, але з однією умовою — назву для станції він надасть саме він. Януарій захоплювався живописом, але особливо йому імпонувала творчість польського художника Яна Матейка, на честь якого станція і отримала свою назву. Владою були спроби русифікувати назву на Матвейково, на ім'я Матвій, проте їм це не вдалося. За другою версією: при проектуванні залізниці вона повинна була проходити через село Степанки і далі в село Матейків, але підприємці містечка Бар не оцінили цю ідею, адже залізниця була б далеко від їхнього міста, вони вели тривалі переговори з будівельниками і навіть дали хабар, щоб залізницю побудували ближче до них. Щоб з влади ніхто не здогадався, про те, що залізниця піде не так, як на плані — було вирішено залишити колишню назву станції такою, як вона вказана в плані: тому станція Матейкове, названа по селу Матейків, розташувалася в селі Северинівка. 
У XX столітті зі станції ешелонами відправляли людей на заслання у Сибір. З початком Другої світової війни станція була окупована німецькими військами, а звільнена вже наприкінці війни — 21 березня 1944 року, на 1004-й день війни. Активні бойові дії обійшли стороною станцію Матейкове, тому вона збереглася до наших днів практично в незайманому вигляді.
У 1978 році вокзал станції Матейкове реконструйований.

## Пасажирське сполучення
На станції зупиняються лише приміські поїзди до станцій Жмеринка та Могилів-Подільський.